# Mariene ecoregio Azoren, Canarische Eilanden en Madeira
De Mariene ecoregio Azoren, Canarische Eilanden en Madeira (29) (Engels: Azores Canaries Madeira marine ecoregion) is een biogeografische regio en ligt in het oosten van de Atlantische Oceaan in de Mariene provincie Lusitania (3) in het Marien rijk Gematigde Noordelijke Atlantische Oceaan. De mariene ecoregio is vastgesteld door het World Wide Fund for Nature en The Nature Conservancy en is vernoemd naar de Azoren, de Canarische Eilanden en Madeira.
In het oosten grenst het gebied aan de mariene ecoregio Saharaanse Opwelling (28).

## Geografie
De mariene ecoregio ligt in het oosten van de Atlantische Oceaan rond de eilanden van de Azoren (Portugal), Madeira (Portugal) en de Canarische Eilanden (Spanje) en bestaat uit twee gebieden. Het noordwestelijke gebied omvat de wateren rondom de eilanden van de Azoren, het zuidoostelijke gebied de wateren rond Madeira en de Canarische Eilanden.
Door het gebied stromen de Azorenstroom en de Canarische stroom, onderdeel van de Noord-Atlantische gyre.

## Biogeografie
Het gebied kent zeeleven dat houdt van gematigde temperaturen.